# Заболь
Заболь (перс. زابل, англ. Zabol) — місто в Ірані, адміністративний центр однойменного шагрестану в остані Систан і Белуджистан.

## Географія
Турбат розташований на сході країни на кордоні з Афганістаном. Лежить у дельті річки Гільменд.

### Клімат
Місто знаходиться у зоні, котра характеризується кліматом тропічних пустель. Найтепліший місяць — липень із середньою температурою 34.6 °C (94.3 °F). Найхолодніший місяць — січень, із середньою температурою 8 °С (46.4 °F).
| Клімат Заболя           | Клімат Заболя | Клімат Заболя | Клімат Заболя | Клімат Заболя | Клімат Заболя | Клімат Заболя | Клімат Заболя | Клімат Заболя | Клімат Заболя | Клімат Заболя | Клімат Заболя | Клімат Заболя | Клімат Заболя |
| Показник                | Січ.          | Лют.          | Бер.          | Квіт.         | Трав.         | Черв.         | Лип.          | Серп.         | Вер.          | Жовт.         | Лист.         | Груд.         | Рік           |
| Середня температура, °C | 8             | 11,3          | 16,8          | 23,6          | 28,6          | 33,6          | 34,6          | 32,7          | 27,8          | 22            | 14,6          | 9,8           | 22            |
| Норма опадів, мм        | 20.4          | 12.6          | 12.2          | 3.6           | 0.7           | 0             | 0             | 0             | 0             | 1.3           | 1.8           | 6.2           | 58.8          |
| Днів з опадами          | 3,6           | 3             | 2,9           | 2,6           | 0,4           | 0             | 0             | 0             | 0             | 0,1           | 1,1           | 1,7           | 15,4          |
| Вологість повітря, %    | 56.3          | 51.8          | 45.4          | 40.9          | 34.2          | 28.2          | 27.3          | 28.5          | 31.6          | 39            | 47.1          | 53.3          | 40.3          |
| ----------------------- | ------------- | ------------- | ------------- | ------------- | ------------- | ------------- | ------------- | ------------- | ------------- | ------------- | ------------- | ------------- | ------------- |
| Джерело: Weatherbase    |               |               |               |               |               |               |               |               |               |               |               |               |               |